# Tolypanthus coriaceus
Tolypanthus coriaceus är en tvåhjärtbladig växtart som beskrevs av Carl Ludwig von Blume. Tolypanthus coriaceus ingår i släktet Tolypanthus och familjen Loranthaceae. Inga underarter finns listade i Catalogue of Life.